# قنفذ أسود
القنفذ الأسود أو قفنذ براندت (الاسم العلمي Paraechinus hypomelas) هو نوع من القنافذ الصحراوية مواطنها الأصيلة في الشرق الأوسط وآسيا الوسطى. القنفذ الأسود هو تقريبًا بحجم القنفذ الغربي الأوروبي (حوالي 500-1000 غرام في الوزن وطوله 25 سم).